# 潘德利斯
潘德利斯是立陶宛的城市，位於羅基什基斯以西26公里，由帕內韋日斯縣負責管轄，始建於1591年，海拔高度105米，市內的教堂在1801年建成，2010年人口921。